# Carlos Labbé
Carlos Labbé Jorquera (Santiago, 28 de enero de 1977) es un escritor y crítico literario chileno.

## Biografía
Durante su adolescencia en Rancagua, participó por dos años en el taller literario de la Casa de la Cultura de esa localidad; en una publicación de ese taller durante 1993 publicó sus dos primeros cuentos. Estudió en la Universidad Católica, donde se licenció en Letras con una tesina sobre Juan Carlos Onetti; más tarde obtuvo un magíster con una tesis sobre Roberto Bolaño.
Además de su trabajo literario y académico, Labbé ha incursionado en la música pop como participante en la dupla Ex Fiesta, en la banda Tornasólidos y como solista. En cine ha coescrito con el director chileno Cristóbal Valderrama los guiones de las películas Malta con huevo (2007), Yo soy Cagliostro y El nombre (2015). Fue parte del sitio de investigación Archivodramaturgia y editor de Planeta Chile, ejerce la crítica literaria en la revista Sobre Libros, que también dirige, y desde 2008 es fundador y coeditor, junto a Mónica Ríos y Martín Centeno, de Sangría Editora.
En 2005 realizó una antología con 52 cuentos de 18 escritores jóvenes chilenos, prólogo propio y epílogo de Enrique Vila-Matas titulada Lenguas.
En 2010 la revista Granta incluyó a Labbé en la lista de los 22 mejores narradores en lengua española menores de 35 años.
Desde 2010 vive entre Santiago de Chile y Brooklyn, New York. 

## Obra

### Novelas
- Pentagonal: incluidos tú y yo, 2001, novela hipertextual
- Libro de plumas, Ediciones B, Chile, 2004
- Navidad y Matanza, Periférica, Cáceres, 2007 (publicada en alemán en 2010 y en inglés en 2014)
- Locuela, Periférica, Cáceres, 2009 (publicada en inglés en 2015)
- Piezas secretas contra el mundo, Periférica, Cáceres, 2014
- La parvá, Sangría, Santiago de Chile, 2015
- Coreografías espirituales, Periférica, Cáceres, 2017
- Viaje a Partagua, Punto de Vista, Madrid, 2021

### Cuento
- Caracteres blancos, Sangría, 2010 (Periférica, 2011); reúne cuentos escritos en los siete años anteriores.
- Short the Seven Nightmares with Alebrijes, Tunnel Books, 2015; chapbook en inglés de cuento inédito como libro en español.
- Cortas las pesadillas con alebrijes, Sangría, 2016; e-book.

### Ensayo
- Por una pluralidad literaria chilena. El colectivo Juan Emar (1923-hoy), Sangría, Santiago de Chile, 2019

### Álbumes de música como solista
- Doce canciones para Eleodora (2007)
- Monicacofonía (2008)
- Mi nuevo órgano (2011)
- Repeticiones para romper el cerco (2013)
- Ofri Afro (2018)

## Premios y reconocimientos
- Premio al mejor relato, categoría infantil, del Instituto Inglés de Rancagua por cuento «Juan Sin Nombre», 1988.
- Premio al mejor relato, categoría intermedia, del Instituto Inglés de Rancagua por cuento «La fiesta», 1993.
- Primer Premio en el Concurso de Poesía del Liceo Óscar Castro de Rancagua por poema «Doce dimú», 1994.
- Beca de creación del Consejo Nacional del Libro y la Lectura de Chile para novela Libro de plumas, 2003.
- Premio Pedro Sienna 2008 al mejor guion por Malta con huevo, coescrito con Cristóbal Valderrama.
- Seleccionado como uno de los 22 mejores narradores en lengua española menores de 35 años por la revista Granta.
- Jurado del premio BRIO Literature Awards del Bronx Council of the Arts, 2017.
- Jurado del premio The Neustadt International Prize for Literature 2022.
- Primer premio Literal Latin American Voices de escritura en español para Canadá y Estados Unidos, segundo lugar, 2024.